# Benny Chan
Benny Chan Muk-Sing (Hongkong, 7 oktober 1961 - aldaar, 23 augustus 2020) was een Hongkongs filmregisseur, producent en scenarioschrijver. Hij sprak vloeiend Engels, Mandarijn en Kantonees en werd genomineerd voor "Beste regisseur" op de 24ste jaarlijkse Hong Kong Film Awards voor de film New Police Story.

## Filmografie als regisseur
- A Moment of Romance (1990)
- Son on the Run (1991)
- What A Hero! (1992)
- The Magic Crane (1993)
- A Moment of Romance 2 (1993)
- Happy Hour (1995)
- Man Wanted (1995)
- Fist of Fury (1995)
- Big Bullet (1996)
- Who Am I? (1998)
- Gen-X Cops (1999)
- Last Ghost Standing (1999)
- Gen-Y Cops (2000)
- Heroic Duo (2003)
- New Police Story (2004)
- Divergence (2005)
- Rob-B-Hood (2006)
- Invisible Target (2007)
- Connected (2008)
- Chocolate Lovers (2008)
- City on Alert (2010)
- Shaolin (2011)

- Bibliothèque nationale de France: cb14086385v (data)
- Catàleg d'autoritats de noms i títols de Catalunya: 981058528245606706
- Gemeinsame Normdatei: 1205343377
- International Standard Name Identifier: 0000 0001 1949 0773
- Library of Congress Control Number: no2008002095
- Nationale bibliotheek van Australië: 40033194
- Nederlandse Thesaurus van Auteursnamen: 188282777
- Système universitaire de documentation: 163546274
- Virtual International Authority File: 42046507
- WorldCat: E39PBJhRHpVfGRcqWbm9hvkkXd